# Haus der Venus

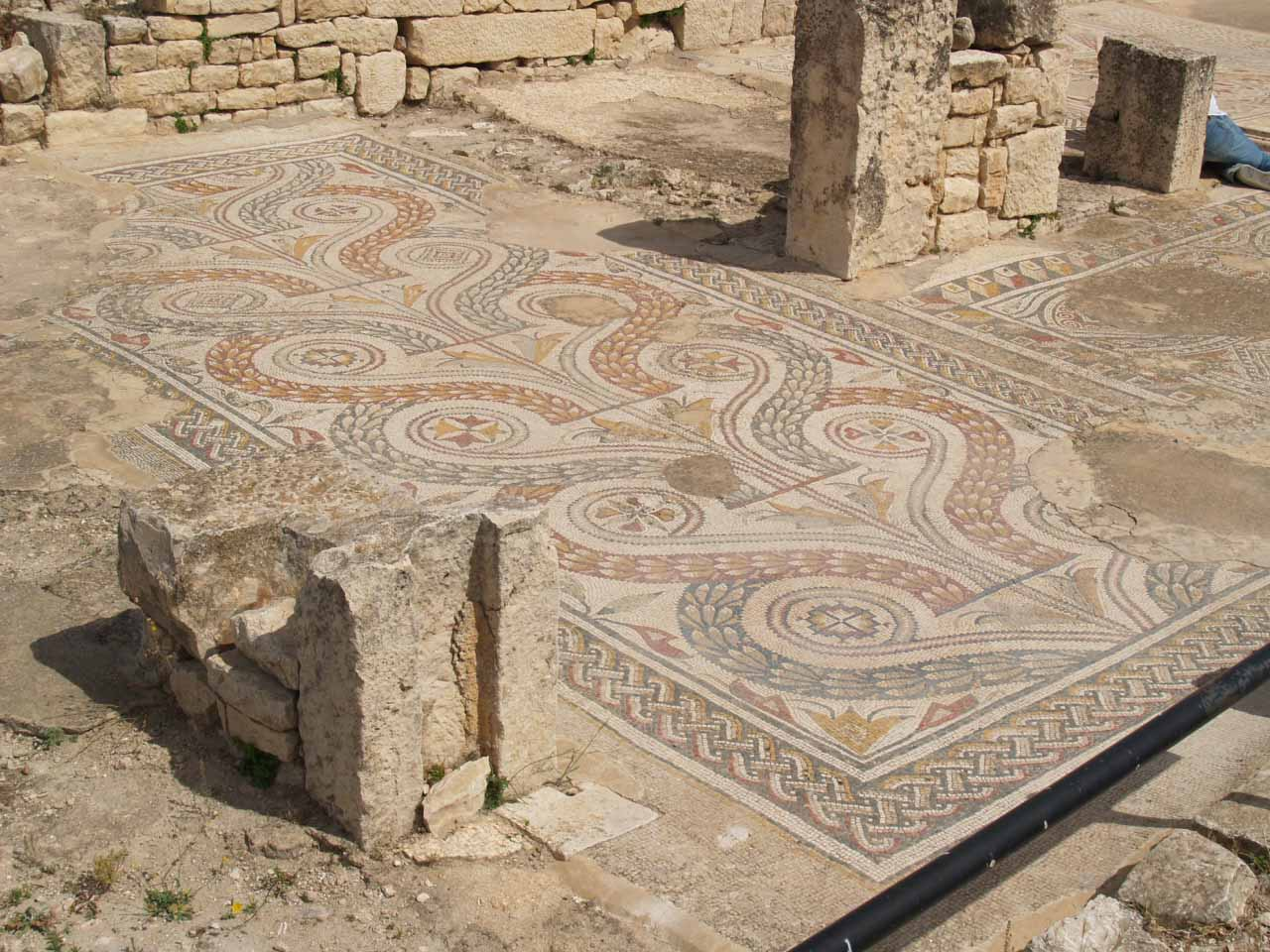
Mosaik am Boden des Hauses der Venus

Das Haus der Venus ist ein antikes römisches Haus in der tunesischen Ausgrabungsstätte Thugga von bescheidener Größe. Der Name des Hauses leitet sich von einem Mosaik ab, in dem eine Meereswelt mit Venus und Amoren gezeigt wird. Das Haus wurde im 2. Jahrhundert erbaut und mehrmals renoviert und weist noch Anzeichen einer Besiedlung im 5. Jahrhundert auf. Überreste der Mauern, lose Steine und Teile der Pflasterung sind erhalten. Man kann noch die Reste eines zentralen Innenhofes mit Portiken erkennen, sowie einen Schlafraum. Ein Vestibül öffnet sich hin zu einem weiteren Raum, der mit einem Mosaik aus Pflanzenpyramiden verziert ist. Im Süden befindet sich ein weiteres Vestibül mit einem Mosaik, das Guillochen zeigt und von dem aus man auf den Speiseraum sehen kann, dessen Mosaik verschwunden ist. Das Haus der Venus ist von der Straße zugänglich, die entlang des Tempels Dar Lacheb führt.